# 多枝棘豆
多枝棘豆（学名：Oxytropis ramosissima）为豆科棘豆属下的一个种。